# Dimetil sulfona
Dimetil sulfona ou (para facer metilsulfonilmetano (MSM)), é o composto de fórmula química C2H6O2S, também representado como SO2(CH3)2. É um composto organossulfurado também conhecido pelos outros nomes DMSO2 e metil sulfona. Este sólido incolor apresenta o grupo funcional sulfonil e é considerado relativamente inerte quimicamente. Ocorre naturalmente em algumas plantas primitivas e está presente em pequenas quantidades em muitos alimentos e bebidas e é comercializado como um suplemento dietético, embora seus benefícos sejam discutidos.